# عمادشاهیان
عمادشاهیان (انگلیسی: Berar Sultanate) یکی از سلطان‌نشین‌های دکن بود. در سال ۱۴۹۰ پس از تجزیه سلطان‌نشین بهمنی تأسیس شد.